# Plumbago
Plumbago es un género de 10 a 20 especies de fanerógamas pertenecientes a la familia Plumbaginaceae, nativas de regiones templadas cálidas a tropicales del mundo. El nombre Plumbago deriva del latín plumbum ("plomo"), tanto por el color azul plomizo de las flores de algunas especies, o debido a que antiguamente se creía que era la cura para el envenenamiento con plomo.

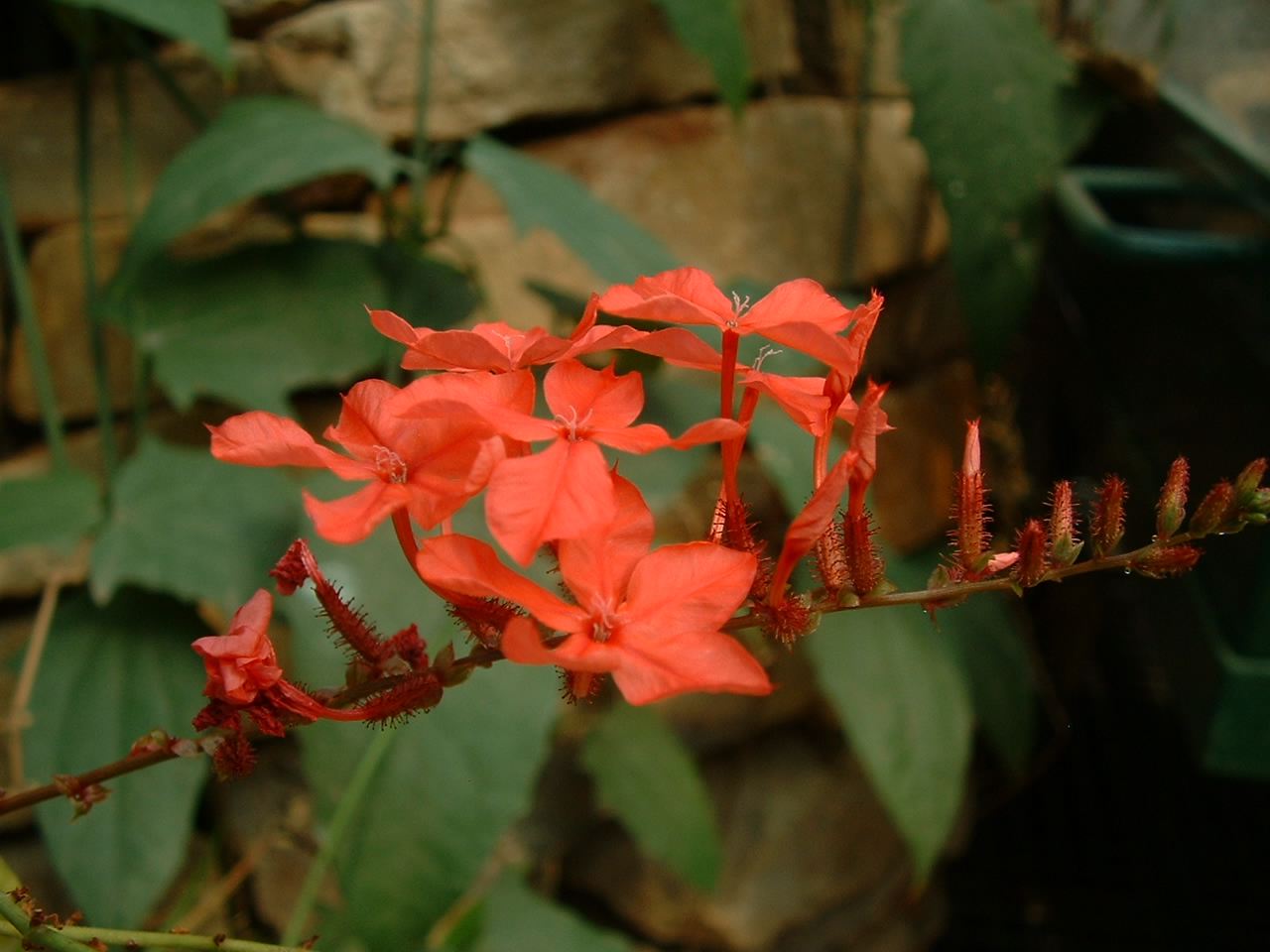
Plumbago indica

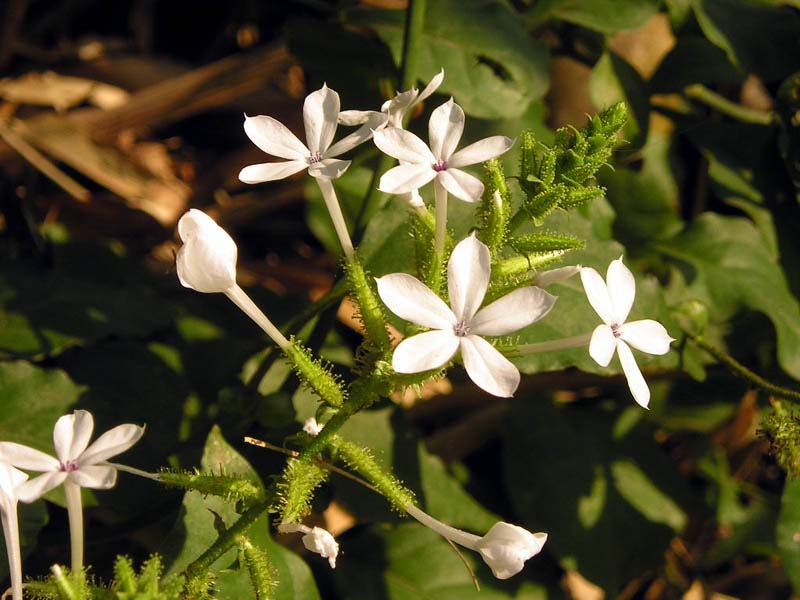
Plumbago zeylanica

El género incluye a plantas herbáceas y a arbustos que alcanzan de 50 cm a 2 m de altura. Las hojas son espiraladas, simples, enteras, de 0,5 a 12 cm de largo, con una base y frecuentemente con márgenes pilosos. Las flores son blancas, azules, púrpuras, rojas o rosadas, con la corola tubular y cinco pétalos. Las flores se disponen en inflorescencias llamadas racimos. 
El cáliz tiene pelos glandulares que secretan un mucílago pringoso capaz de atrapar y matar insectos; no está claro cuál es el propósito de esos pelos; si es el de protección a la polinización vía "avispas" (hormigas y otros insectos no transfieren polen entre plantas individuales), o posiblemente  subcarnívora.

## Especies
Algunas de las especies de Plumbago y su área de distribución son: 
- Plumbago aphylla Bojer ex Boiss. Región de Madagascar
- Plumbago auriculata Lam. (sin. P. capensis). Sudáfrica
- Plumbago caerulea Humb., Bonpl. & Kunth (sin. P. coerulea). Oeste de Sudamérica (norte de Chile a Colombia)
- Plumbago ciliata Engl. ex Wilmot-Dear
- Plumbago europaea L.. Área mediterránea a Asia central
- Plumbago indica L. (sin. P. rosea). Sudeste de Asia
- Plumbago pulchella Boiss. México.
- Plumbago scandens L.  Sur de Estados Unidos, a norte de Sudamérica; a veces incluida en P. zeylanica
- Plumbago wissii Friedrich
- Plumbago zeylanica L. chitra,[4] talancao,[4] tlepatli,[4] hierba del diablo,[4] ‘ilie‘e. islas Hawái, Sur de Asia, Australia y Pacífico.

## Galería

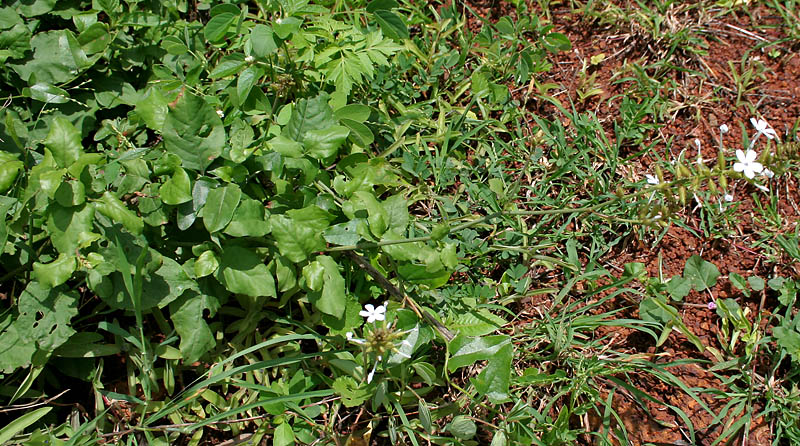
Plumbago zeylanica,  Ananthagiri Hills, en Rangareddy,  Andhra Pradesh, India
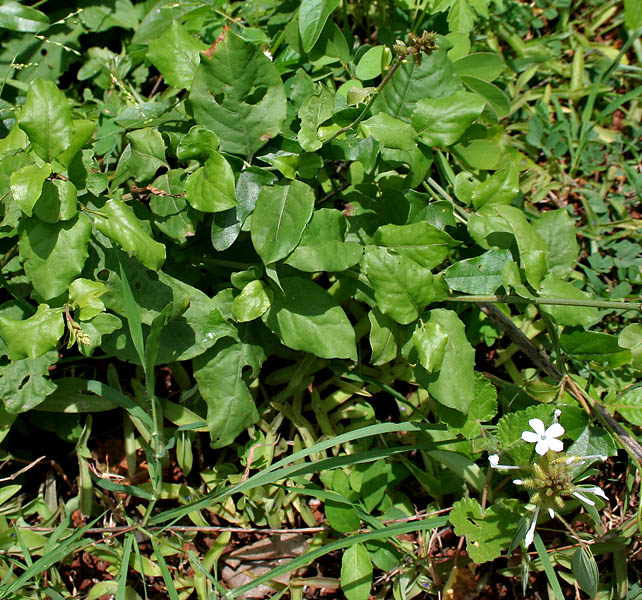
Plumbago zeylanica,  Ananthagiri Hills, en Rangareddy, Andhra Pradesh, India
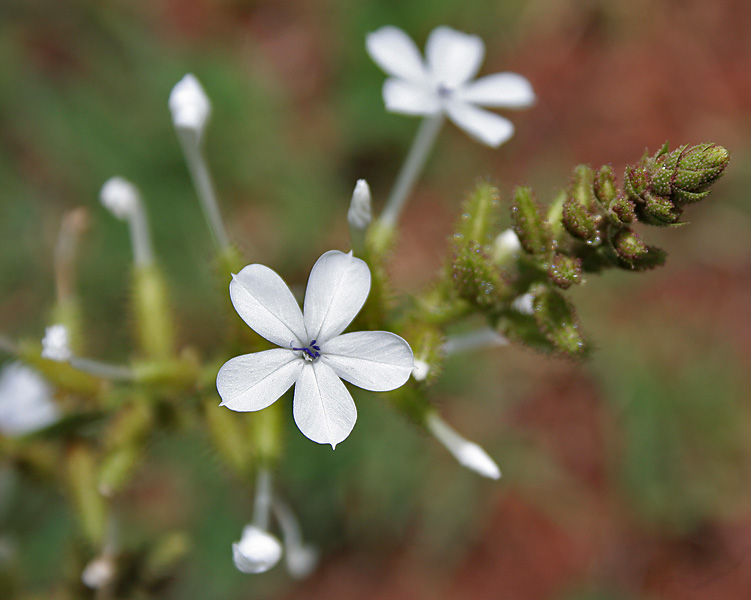
Plumbago zeylanica,  Ananthagiri Hills, en Rangareddy, Andhra Pradesh, India
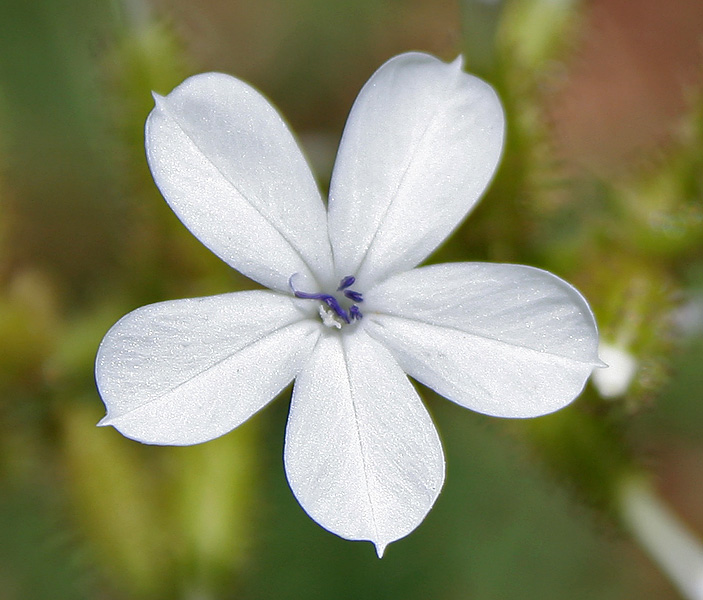
Plumbago zeylanica , Ananthagiri Hills, en Rangareddy, Andhra Pradesh, India
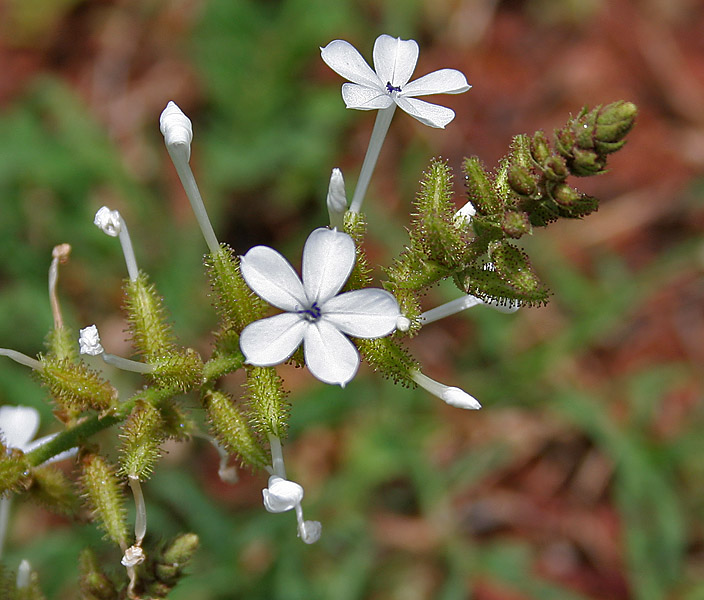
Plumbago zeylanica , Ananthagiri Hills, en Rangareddy, Andhra Pradesh, India
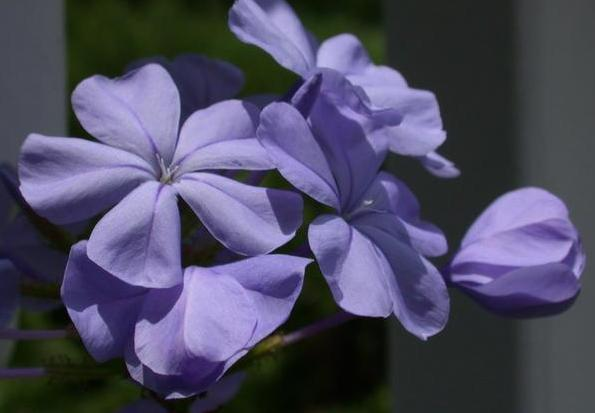
Plumbago auriculata